# Murnau am Staffelsee
Murnau am Staffelsee (officiellt Murnau a.Staffelsee) är en köping (Markt) i Landkreis Garmisch-Partenkirchen i Regierungsbezirk Oberbayern i förbundslandet Bayern i Tyskland. Målarinnan Gabriele Münter bodde och dog i Murnau.